# Мартинівська сільська рада (Пулинський район)
Мартинівська сільська рада — колишня адміністративно-територіальна одиниця та орган місцевого самоврядування у Пулинському (Червоноармійському), Новоград-Волинському і Житомирському районах Волинської округи, Київської й Житомирської областей Української РСР і України з адміністративним центром у с. Мартинівка та орган місцевого самоврядування Мартинівської сільської територіальної громади Пулинського району Житомирської області з розміщенням у Мартинівка.

## Склад ради
Рада складалася з 14 депутатів та голови.
Перші вибори депутатів ради громади та сільського голови відбулись 29 жовтня 2017 року. Було обрано 14 депутатів ради, з них 11 представляють Всеукраїнське об'єднання «Батьківщина», по одному — УКРОП, БПП «Солідарність» та один позапартійний самовисуванець.
Головою громади обрали позапартійного кандидата від «Батьківщини» Віктора Кривульського, тодішнього Новозаводського сільського голову.

### Керівний склад сільської ради
| ПІБ                       | Основні відомості                                                    | Дата обрання | Дата звільнення |
| ------------------------- | -------------------------------------------------------------------- | ------------ | --------------- |
| Скрицька Зоя Василівна    | Сільський голова, 1961 року народження, освіта, член народної партії | 26.03.2006   | 18.12.2009      |
| Зубрицька Ольга Цезарівна | Сільський голова, 1963 року народження, освіта                       | 20.06.2010   | 31.10.2010      |
| Зубрицька Ольга Цезарівна | Сільський голова, 1963 року народження, освіта вища, позапартійна    | 31.10.2010   |                 |

Примітка: таблиця складена за даними джерела

## Історія
Створена 1923 року в складі колоній Мартинівка, Олексіївка та Рудня-Пошта Пулинської волості Житомирського повіту Волинської губернії. 18 лютого 1923 року, відповідно до рішення Волинської ГАТК (протокол № 1 «Про об'єднання населених пунктів у сільради, зміну складу і центрів сільрад»), до складу ради включено с. Лодзянівка і кол. Лодзянка Корчівської сільської ради Пулинської волості. 17 березня 1926 року сільраду реорганізовано в німецьку національну, в зв'язку з чим 15 червня 1926 року с. Лодзянівку передано до складу Стрибізької сільської ради, 27 жовтня 1926 року кол. Лодзянка — до складу Стрибізької німецької сільської ради. Станом на 1 жовтня 1941 року колонії Олексіївка та Рудня-Пошта не перебували на обліку населених пунктів.
Станом на 1 вересня 1946 року сільська рада входила до складу Червоноармійського району Житомирської області, на обліку в раді перебувало с. Мартинівка.
11 серпня 1954 року, відповідно до указу Президії Верховної ради Української РСР «Про укрупнення сільських рад по Житомирській області», до складу ради включено села Габрівка, Корчівка і хутір Липівка ліквідованої Корчівської сільської ради та с. Неборівка ліквідованої Неборівської сільської ради Червоноармійського району. 29 червня 1960 року, відповідно до рішення Житомирського облвиконкому № 683 «Про об'єднання деяких населених пунктів в районах області», с. Габрівка об'єднане із с. Корчівка.
На 1 січня 1972 року сільська рада входила до складу Червоноармійського району Житомирської області, на обліку в раді перебували села Корчівка, Мартинівка, Неборівка та селище Липівка.
1 серпня 2017 року територію та населені пункти ради включено до складу новоствореної Мартинівської сільської територіальної громади Пулинського району Житомирської області.
Входила до складу Пулинського (Червоноармійського, 7.03.1923 р., 8.12.1966 р.), Новоград-Волинського (30.12.1962 р.) та Житомирського (4.01.1965 р.) районів.
Виключена з облікових даних 17 липня 2020 року.

### Населення
Кількість населення ради, станом на 1923 рік, становила 1 299 осіб, кількість дворів — 222.
Кількість населення сільської ради, станом на 1924 рік, становила 1 313 осіб.
Кількість населення ради, станом на 1931 рік, становила 952 особи.
Відповідно до результатів перепису населення СРСР, кількість населення ради, станом на 12 січня 1989 року, становила 1 087 осіб.
Станом на 5 грудня 2001 року, відповідно до перепису населення України, кількість мешканців сільської ради становила 1 074 особи.